# Bloodline (Fernsehserie)
Bloodline ist eine US-amerikanische Fernsehserie von Todd A. Kessler, Glenn Kessler und Daniel Zelman, die Netflix per Streaming veröffentlicht hat. Weltpremiere hatte die Serie am 9. Februar 2015 bei den Internationalen Filmfestspielen Berlin 2015.

## Handlung

### Staffel 1
Die Rayburns betreiben seit 45 Jahren ein kleines Hotel auf den Florida Keys. Als der älteste Sohn Danny zur Feier des Jubiläums nach Islamorada zurückkehrt, brechen alte Verwerfungen neu auf. Anfänglich scheinen sich seine Geschwister, der Polizist John, die Anwältin Meg und der in den Tag lebende Kevin vor allem um das Verhältnis zwischen Danny und ihren Eltern zu sorgen.
Doch auch sie haben einige alte Geheimnisse, die den Familienfrieden stören: Als Halbwüchsiger nahm Danny seine kleine Schwester Sarah auf eine Bootstour, um sie vor den Ehestreits der Eltern zu behüten. Bei einem Tauchunfall kam sie ums Leben, wofür Vater Robert Danny verantwortlich machte und ihn krankenhausreif prügelte. Durch die Misshandlung trägt Danny bleibende Schäden an der Schulter davon. Die Familie wird von der zurückgekehrten Mutter eingeschworen, auch gegenüber der Polizei den Vater in Schutz zu nehmen und zu behaupten, ein Autounfall habe Danny so zugerichtet.
In der Gegenwart will Danny nach dem Scheitern eines eigenen Restaurants in Miami in den Schoß der Familie zurück und sich am Betrieb des Hotels beteiligen. Die Geschwister sorgen dafür, dass er im Testament des Vaters Robert, der an einem Schlaganfall stirbt, nicht bedacht wird. Er beginnt, das elterliche Hotel als Umschlagplatz für Drogenschmuggel gemeinsam mit seinem Freund Eric O’Bannon zu nutzen.
Danny nutzt die Schuldgefühle und Unsicherheit der anderen Familienmitglieder aus und wird zunehmend zur Bedrohung für das verlogene Familienidyll. Die Konflikte spitzen sich zu und am Ende tötet John seinen Bruder, indem er ihn im Zweikampf am seichten Strand ertränkt.

### Staffel 2
Die Ermittlungen zu Dannys Tod konzentrieren sich auf seinen Partner in Drogengeschäften. Die Familie ist öffentlich exponiert, seit John beschlossen hat, für das (per Wahl bestimmte) Amt des County-Sheriffs zu kandidieren. Der zwielichtige Geschäftsmann Roy Gilbert unterstützt ihn dabei. Dannys halbwüchsiger Sohn Nolan taucht auf und verkompliziert die Dinge zusätzlich. Marco Diaz, Megs Ex-Verlobter und Johns Kollege, kommt den Rayburns auf die Spur. In einer Verzweiflungstat erschlägt Kevin ihn.

### Staffel 3
Die Familie versucht gemeinschaftlich, Kevin vom Verdacht zu befreien, an Diaz’ Tod schuld zu sein. Roy Gilbert, der inzwischen Kevin für seine Drogengeschäfte mit Kuba einspannt, schickt einen Troubleshooter, der auf die Idee kommt, Eric O’Bannon die Tat in die Schuhe zu schieben. Meg taucht unter und entflieht Richtung Norden, während John und Kevin vor Gericht falsch aussagen. Der unschuldige Eric O’Bannon wird zu dreißig Jahren Gefängnis verurteilt. Als Zeugin vor Gericht erzählt Sally die Wahrheit über den Tod von Sarah und die initialen Lügen der Rayburns.

## Besetzung und Synchronisation
Die deutsche Synchronisation entsteht nach einem Dialogbuch und unter der Dialogregie von Horst Müller durch die Synchronfirma Berliner Synchron.

### Hauptdarsteller
| Rollenname     | Schauspieler     | Synchronsprecher   | Beschreibung                                                       |
| -------------- | ---------------- | ------------------ | ------------------------------------------------------------------ |
| Robert Rayburn | Sam Shepard      | Frank Glaubrecht   | Patriarch der Familie Rayburn, Hotelier, erliegt einem Herzinfarkt |
| Sally Rayburn  | Sissy Spacek     | Susanna Bonasewicz | Matriarchin der Familie Rayburn                                    |
| Danny Rayburn  | Ben Mendelsohn   | Oliver Siebeck     | ältester Sohn und „schwarzes Schaf“ der Familie, gelernter Koch    |
| John Rayburn   | Kyle Chandler    | Thomas Nero Wolff  | zweitältester Sohn der Familie und Detective beim County Sheriff   |
| Kevin Rayburn  | Norbert Leo Butz | Michael Iwannek    | jüngster Sohn der Familie, Bootswerftinhaber                       |
| Meg Rayburn    | Linda Cardellini | Dascha Lehmann     | Tochter der Rayburns, Anwältin                                     |

### Nebenbesetzung
| Rollenname       | Schauspieler      | Synchronsprecher | Beschreibung                                      |
| ---------------- | ----------------- | ---------------- | ------------------------------------------------- |
| Diana Rayburn    | Jacinda Barrett   | Victoria Sturm   | Johns Ehefrau                                     |
| Eric O’Bannon    | Jamie McShane     | Ingo Albrecht    | bester Freund von Danny                           |
| Marco Diaz       | Enrique Murciano  | Bernhard Völger  | Megs Verlobter und einer von Johns Polizeibeamten |
| Chelsea O’Bannon | Chloë Sevigny     | Yvonne Greitzke  | Erics Schwester, Geliebte von Danny               |
| Alec Wolos       | Steven Pasquale   | Leonhard Mahlich | Liebhaber von Meg                                 |
| Belle Rayburn    | Katie Finneran    | Schaukje Könning | Kevins Frau                                       |
| Jane Rayburn     | Taylor Rouviere   | Maria Hönig      | Tochter von John und Diana                        |
| Roy Gilbert      | Beau Bridges      | Ronald Nitschke  | Geschäftsmann                                     |
| Prosecutor Marx  | Mario Van Peebles | Sven Brieger     | Staatsanwalt                                      |
| Wayne Lowry      | Glenn Morshower   | Andreas Hosang   | Drogen- und Menschenhändler                       |

## Produktion
Netflix beauftragte die Produktion aller 13 Folgen der ersten Staffel ohne den sonst üblichen Pilotfilm. Die Produktion ist die erste Kooperation von Netflix mit einem großen Hollywood-Studio, Sony Pictures Television. Gedreht wurde vor Ort in den Florida Keys. Todd A. Kessler schrieb u. a. Drehbücher für Die Sopranos, KZK Productions ist die Produktionsfirma der beiden Kessler-Brüder gemeinsam mit Daniel Zelman.

## Episodenliste

### Staffel 1
| Nr. (ges.) | Nr. (St.) | Deutscher Titel | Originaltitel | Erstausstrahlung USA | Deutschsprachige Erstausstrahlung (D) | Regie              | Drehbuch                                                              |
| ---------- | --------- | --------------- | ------------- | -------------------- | ------------------------------------- | ------------------ | --------------------------------------------------------------------- |
| 1          | 1         | Teil 1          | Part 1        | 20. März 2015        | 20. März 2015                         | Johan Renck        | Todd A. Kessler, Glenn Kessler & Daniel Zelman                        |
| 2          | 2         | Teil 2          | Part 2        | 20. März 2015        | 20. März 2015                         | Johan Renck        | Jeff Shakoor Idee: Todd A. Kessler, Glenn Kessler & Daniel Zelman     |
| 3          | 3         | Teil 3          | Part 3        | 20. März 2015        | 20. März 2015                         | Adam Bernstein     | Jonathan Glatzer Idee: Todd A. Kessler, Glenn Kessler & Daniel Zelman |
| 4          | 4         | Teil 4          | Part 4        | 20. März 2015        | 20. März 2015                         | Todd A. Kessler    | Todd A. Kessler, Glenn Kessler & Daniel Zelman                        |
| 5          | 5         | Teil 5          | Part 5        | 20. März 2015        | 20. März 2015                         | Jean de Segonzac   | Jonathan Glatzer                                                      |
| 6          | 6         | Teil 6          | Part 6        | 20. März 2015        | 20. März 2015                         | Alex Graves        | Jeff Shakoor                                                          |
| 7          | 7         | Teil 7          | Part 7        | 20. März 2015        | 20. März 2015                         | Tate Donovan       | Addison McQuigg                                                       |
| 8          | 8         | Teil 8          | Part 8        | 20. März 2015        | 20. März 2015                         | Dan Attias         | Arthur Phillips                                                       |
| 9          | 9         | Teil 9          | Part 9        | 20. März 2015        | 20. März 2015                         | Simon Cellan Jones | Jonathan Glatzer                                                      |
| 10         | 10        | Teil 10         | Part 10       | 20. März 2015        | 20. März 2015                         | Michael Morris     | Carter Harris                                                         |
| 11         | 11        | Teil 11         | Part 11       | 20. März 2015        | 20. März 2015                         | Ed Bianchi         | Arthur Phillips                                                       |
| 12         | 12        | Teil 12         | Part 12       | 20. März 2015        | 20. März 2015                         | Carl Franklin      | Todd A. Kessler, Glenn Kessler & Daniel Zelman                        |
| 13         | 13        | Teil 13         | Part 13       | 20. März 2015        | 20. März 2015                         | Ed Bianchi         | Todd A. Kessler, Glenn Kessler & Daniel Zelman                        |

### Staffel 2
| Nr. (ges.) | Nr. (St.) | Deutscher Titel | Originaltitel | Erstausstrahlung USA | Deutschsprachige Erstausstrahlung (D) | Regie            | Drehbuch                     |
| ---------- | --------- | --------------- | ------------- | -------------------- | ------------------------------------- | ---------------- | ---------------------------- |
| 14         | 1         | Teil 14         | Part 14       | 27. Mai 2016         | 27. Mai 2016                          | Ed Bianchi       | Glenn Kessler                |
| 15         | 2         | Teil 15         | Part 15       | 27. Mai 2016         | 27. Mai 2016                          | Michael Morris   | Carter Harris                |
| 16         | 3         | Teil 16         | Part 16       | 27. Mai 2016         | 27. Mai 2016                          | Jean de Segonzac | Lizzie Mickery               |
| 17         | 4         | Teil 17         | Part 17       | 27. Mai 2016         | 27. Mai 2016                          | Daniel Zelman    | David Manson                 |
| 18         | 5         | Teil 18         | Part 18       | 27. Mai 2016         | 27. Mai 2016                          | Dennie Gordon    | Chris Mundy                  |
| 19         | 6         | Teil 19         | Part 19       | 27. Mai 2016         | 27. Mai 2016                          | Stephen Williams | Barry Pullman                |
| 20         | 7         | Teil 20         | Part 20       | 27. Mai 2016         | 27. Mai 2016                          | Todd A. Kessler  | Lucas Jansen & Amit Bhalla   |
| 21         | 8         | Teil 21         | Part 21       | 27. Mai 2016         | 27. Mai 2016                          | Michael Morris   | Arthur Phillips              |
| 22         | 9         | Teil 22         | Part 22       | 27. Mai 2016         | 27. Mai 2016                          | Mikael Håfström  | Carter Harris & Chris Mundy  |
| 23         | 10        | Teil 23         | Part 23       | 27. Mai 2016         | 27. Mai 2016                          | Daniel Zelman    | David Manson & Glenn Kessler |

### Staffel 3
| Nr. (ges.) | Nr. (St.) | Deutscher Titel | Originaltitel | Erstausstrahlung USA | Deutschsprachige Erstausstrahlung (D) | Regie             | Drehbuch                                   |
| ---------- | --------- | --------------- | ------------- | -------------------- | ------------------------------------- | ----------------- | ------------------------------------------ |
| 24         | 1         | Teil 24         | Part 24       | 26. Mai 2017         | 26. Mai 2017                          | Todd A. Kessler   | Todd A. Kessler                            |
| 25         | 2         | Teil 25         | Part 25       | 26. Mai 2017         | 26. Mai 2017                          | Mikael Håfström   | Hans Tabeason                              |
| 26         | 3         | Teil 26         | Part 26       | 26. Mai 2017         | 26. Mai 2017                          | Mario Van Peebles | David Manson                               |
| 27         | 4         | Teil 27         | Part 27       | 26. Mai 2017         | 26. Mai 2017                          | Mikael Håfström   | Bill Cain                                  |
| 28         | 5         | Teil 28         | Part 28       | 26. Mai 2017         | 26. Mai 2017                          | Mario Van Peebles | Arthur Phillips                            |
| 29         | 6         | Teil 29         | Part 29       | 26. Mai 2017         | 26. Mai 2017                          | Mikael Håfström   | Ashlin Halfnight                           |
| 30         | 7         | Teil 30         | Part 30       | 26. Mai 2017         | 26. Mai 2017                          | Michael Apted     | Danielle Vetere                            |
| 31         | 8         | Teil 31         | Part 31       | 26. Mai 2017         | 26. Mai 2017                          | David Manson      | Melanie Hoopes                             |
| 32         | 9         | Teil 32         | Part 32       | 26. Mai 2017         | 26. Mai 2017                          | Mikael Håfström   | Bill Cain, Arthur Phillips & Hans Tabeason |
| 33         | 10        | Teil 33         | Part 33       | 26. Mai 2017         | 26. Mai 2017                          | Todd A. Kessler   | Todd A. Kessler & David Manson             |

## Rezeption
Die Frankfurter Allgemeine Zeitung schreibt am 19. März 2015: „Neu ist indes, mit welcher Gemächlichkeit hier ein Familiendrama seinen Lauf nimmt, mit welcher Unausweichlichkeit sich aus kleinen Unwahrheiten und alten Vorurteilen eine Katastrophe entwickelt“.
Juliane Frisse schreibt für den Bayerischen Rundfunk, dass „man der Serie anmerke, dass sie nicht für eine wöchentliche TV-Ausstrahlung, sondern für das Binge Watching geschrieben wurde“. Bloodline sei eher ein langer Film als eine klassische Abfolge von Episoden. Sie lobt außerdem die „spektakuläre Kulisse“ und die „atmosphärische Story“.